# Maddzshima-nikája
A Maddzshima-nikája (-nikája; "közép-hosszú beszédek gyűjteménye") a théraváda buddhizmus Tipitaka terjedelmes szöveggyűjtemény "három kosara" közül a másodikban, a Szutta-pitakán belül az öt nikája közül a második. A tanítások egy része kerettörténetbe van beágyazva. Ez a nikája 152 beszédet tartalmaz, amelyet a Buddhának és a tanítványainak tulajdonítanak.
A szutták tizenöt részre vannak felosztva, ún. vaggákra, amelyek 12 szuttát tartalmaznak. A vaggák: Múlaparijája Vagga, Szíhanáda Vagga, Tatiya Vagga, Mahájamaka Vagga, Csullajamaka Vagga, Dzshapati Vagga, Bhikkhu Vagga, Paribbádzsaka Vagga, Rádzsa Vagga, Bráhmana Vagga, Dévadaha Vagga, Anupada Vagga, Szunnyata Vagga, Vibhanga Vagga, Szalájatana Vagga. Másféleképpen a 152 szutta három részre tagozódik, amelyeket pannászakáknak neveznek.
A hagyomány szerint i.e. 240 körül tartott harmadik buddhista tanácskozáson foglalták kánonba (élőszóban) a hiteleseknek tartott buddhista szent szövegeket, többek között a Maddzshima-nikáját is. Ezt a kánont rögzítették írásba páli nyelven az i. e. 1. században Ceylonban.
A Maddzshima-nikája megegyezik a korai buddhista iskolák Szútra-pitakáiban található Madhjama-ágamával. Ezeknek egy töredéke fennmaradt szanszkrit és tibeti fordításokban. A szarvásztiváda hagyomány változatának fordítása teljes egészében létezik kínai fordításban a kínai buddhista kánon részeként (Csóng Aháncsíng - 中阿含經). A Madhjama-ágama 222 szútrát tartalmaz, hetvennel többet, mint a páli Maddzshima-nikája.

## Fordítások
- Online elérhető magyar nyelvű fordítások itt (A Buddha újja) - a szutták fordítói: Pressing Lajos, Vekerdi József, Fenyvesi Róbert, Köteles Géza, Máthé Veronika, Hadházi Zsolt, Sándor Ildikó, Kiss Csilla, Kolozsvári Ágnes, Csimma Vilmos, Obsitos Ildikó, Ripcse Judit, Ripcse Judit, Darvas Gabriella, Csíki Ferenc, Orsovszky Gyöngyvér, Mihalik Dezső, Saskői Anikó és Tóbel Ibolya.
- Bhikkhu Nanamoli és Bhikkhu Bodhi (ford.), The Middle Length Discourses of the Buddha: A Translation of the Majjhima Nikaya, 1995, Somerville: Wisdom Publications ISBN 0-86171-072-X.
- Lord Chalmers, ford. (1898-1926), Further Dialogues of the Buddha, 1926–7, 1. kötet, 2. kötet, London:  Pali Text Society. Reprint: Ann Arbor: Books on Demand, University of Michigan.
- I.B. Horner (ford.), The Book of Middle Length Sayings, 1954–9, 3 kötet, Bristol: Pali Text Society.
- David W. Evans (ford.), Discourses of Gotama Buddha: Middle Collection, 1991, Janus Pubns.

### Magyar nyelvű szutta-válogatások
- Farkas Pál - Végh József: Összegyűjtött magyar szuttafordítások. TKBF jegyzet 2009.
- Vekerdi József (ford.) 1989. Buddha beszédei. Budapest: Helikon.

### Magyar nyelvű kiadás
Buddha beszédei – Majjhima Nikāya I-III. A középhosszúságú beszédek teljes gyűjteménye. Szerk. Szaladják "Taikyo" István, ford. Németh László Levente. A Tan Kapuja – One Drop Zen, 2023.